# Jay Hilgenberg
Jay Walter Hilgenberg (Iowa City, 12 febbraio 1961) è un ex giocatore di football americano statunitense che ha giocato nel ruolo di centro per la maggior parte della carriera con i Chicago Bears della National Football League (NFL). Al college ha giocato a football all'Università dell'Iowa.

## Carriera professionistica
Hilgenberg non fu scelto nel Draft NFL 1981 ma firmò con i Chicago Bears, dove vinse cinque titoli di division consecutivi tra il 1984 e il 1989 e il Super Bowl XX nel 1985, battendo i New England Patriots. A partire da quella stagione fu sempre convocato per il Pro Bowl e premiato come All-Pro fino al 1991. Le ultime due stagioni della carriera le passò con i Cleveland Browns (1992) e i New Orleans Saints (1993).

## Palmarès

### Franchigia
- Super Bowl : 1

Chicago Bears: Super Bowl XX
- National Football Conference Championship: 1

Chicago Bears: 1985

### Individuale
- Convocazioni al Pro Bowl: 7

1985, 1986, 1987, 1988, 1989, 1990, 1991
- All-Pro: 7

1985, 1986, 1987, 1988, 1989, 1990, 1991

## Statistiche
| Partite totali      | 188 |
| Partite da titolare | 188 |